# Orbais-l'Abbaye
Orbais-l'Abbaye é uma comuna francesa na região administrativa do Grande Leste, no departamento de Marne. Estende-se por uma área de 16.03 km², e possui 550 habitantes, segundo o censo de 2018, com uma densidade de 34 hab/km².